# Semiscolecides hondurensis
Semiscolecides hondurensis är en ringmaskart som beskrevs av Augener 1930. Semiscolecides hondurensis ingår i släktet Semiscolecides och familjen hundiglar. Inga underarter finns listade i Catalogue of Life.